# Chaotique Ana
Pour plus de détails, voir Fiche technique et Distribution.
Chaotique Ana (Caótica Ana) est un film espagnol réalisé par Julio Medem et sorti en 2007.
Il a été présenté au Festival international du film de Toronto 2007.

## Synopsis
Une jolie jeune fille de 18 ans vit à Ibiza, où elle s'essaye à la peinture naïve. Un jour, une mécène l'invite à venir à Madrid où elle découvre de nouveaux horizons sous hypnose.

## Fiche technique
- Titre original : Caótica Ana
- Réalisation : Julio Medem
- Scénario : Julio Medem
- Musique : Jocelyn Pook
- Image : Mario Montero
- Lieux de tournage : îles Canaries, Madrid, Arizona, New York
- Montage : Julio Medem
- Durée : 113 minutes
- Dates de sortie :
  - 24 août 2007 ( Espagne)
  - 6 août 2008 ( Belgique)
  - 11 août 2010 ( France)

## Distribution
- Manuela Vellés : Ana
- Charlotte Rampling : Justine
- Bebe : Linda
- Nicolas Cazalé : Said
- Asier Newman : Anglo
- Matthias Habich : Klaus
- Lluís Homar : Ismael
- Gerrit Graham : Míster Halcón
- Raúl Peña : Lucas
- Giacomo Gonnella : Guardaespaldas